# Convento de Santa Clara (Estella)
El real monasterio de Santa Clara o convento de Santa Clara de Estella (Navarra, España) es un edificio que se pudo fundar por las clarisas hacia los años 1289-1290. El actual edificio está emplazado en el paraje de Los Llanos, extramuros del burgo medieval, hoy Parque de Los Llanos. A escasos metros de él sitúa el antiguo convento de San Benito, hoy parcialmente convertido en unos multicines.

## Historia
Fue fundado en la segunda mitad del siglo XIII aunque sobre el año preciso no hay certeza plena. Por un lado, la tradición atribuye a Isabel, esposa del rey Teobaldo II de Navarra y segunda hija de San Luis, rey de Francia, tal fundación. El historiador Muñoz Sánchez apunta a que no hay, por ahora, una fecha o fundador concreto; según menciona «los cronistas sólo aportan un decreto de Urbano IV, que aseguraría la existencia del edificio hacia 1255-1263, con las religiosas acatando la regla urbanista». En 1333 Bernardo de Montaner habría financiado una reedificación. Por otro lado, sin embargo, para el especialista en historia eclesiástica de Pamplona, José Goñi Gaztambide, se habría fundado hacia 1289 fecha que apoyan los historiadores Ricardo Cierbide Martinena y Emiliana Ramos Remedios, para quienes, además, es dudosa la atribución real de la fundación al no figurar en el testamento de 1270 de Teobaldo II, un rey declarado «protector de las Ordenes Mendicantes». Apuntan más concretamente a los años 1289-1290 con base en unas indulgencias que el papa Nicolás V concedió a cuantos contribuyeran con limosnas en la construcción de la iglesia y el convento. Habría sido Bernardo de Montaner, franco del burgo de San Martín, el principal benefactor según su testamento fechado el 21 de julio de 1295 siendo su primera abadesa Inglesa de Áibar (1294) y, posteriormente, una nieta del supuesto fundador, Franca Montaner (1332) dejó testado que «deseaba ser enterrada en la iglesia de Santa Clara que mandó edificar su abuelo»-
Con el tiempo distintos miembros de la familia real navarra mostrarán su favor hacia este convento. En 1430, Blanca I de Navarra, reina propietaria de Navarra, y su esposo Juan II de Aragón, ceden a las religiosas un palacio próximo al convento. Incluso en el siglo XIV la abadesa ejerció como aya en la educación de las infantas de Navarra, siendo objeto de donaciones por parte de Carlos II de Navarra y Carlos III de Navarra.

## Descripción
El cenobio de monjas clarisas fue completamente reconstruido en el siglo XVII, entre 1635 y 1654, por Juan de Larrañaga, quien erigió un edificio íntegramente en ladrillo, en sobrio estilo barroco.
El complejo conventual de clausura se organiza en torno a un amplio patio de forma rectangular orientado al sur y reconstruido en tiempos modernos. La iglesia presenta planta sencilla de cruz latina, crucero bien marcado y cabecera recta. Se cubre con bóveda de cañón con lunetos y en el crucero presenta cúpula gallonada sobre pechinas. Las cubiertas de la cabecera y el crucero están pintadas con motivos geométricos e iconográficos de rica policromía, pero la decoración de los muros es muy austera, limitándose a sencillas pilastras que sustentan una cornisa que discurre a lo largo del perímetro. Las pinturas que ornan sus paredes son obra de Juan Ros de San Miguel y fueron realizadas en 1905; imitan jaspeado de mármoles y contienen santos y santas de la orden franciscana. 
El templo está guarnecido por varios retablos barrocos. El retablo mayor fue realizado por el arquitecto pamplonés Juan Barón de Guerendiáin en 1679. Consta de banco, dos cuerpos de tres calles formados por columnas salomónicas y ático de cuarto de esfera, y contiene tallas de Santa Catalina, Santa Bárbara, San Francisco de Asís, Santa Clara y San Antonio, más el Calvario en el ático. Flanquean este retablo principal dos de menor tamaño emplazados en los brazos del crucero, dedicados a la Santísima Trinidad y la Inmaculada Concepción. Son piezas barrocas algo posteriores, de comienzos del siglo XVIII. 
En la sacristía del convento las monjas guardan un valioso conjunto de ornamentos litúrgicos, algunos procedentes de América Latina, como un copón mexicano del siglo XVIII.

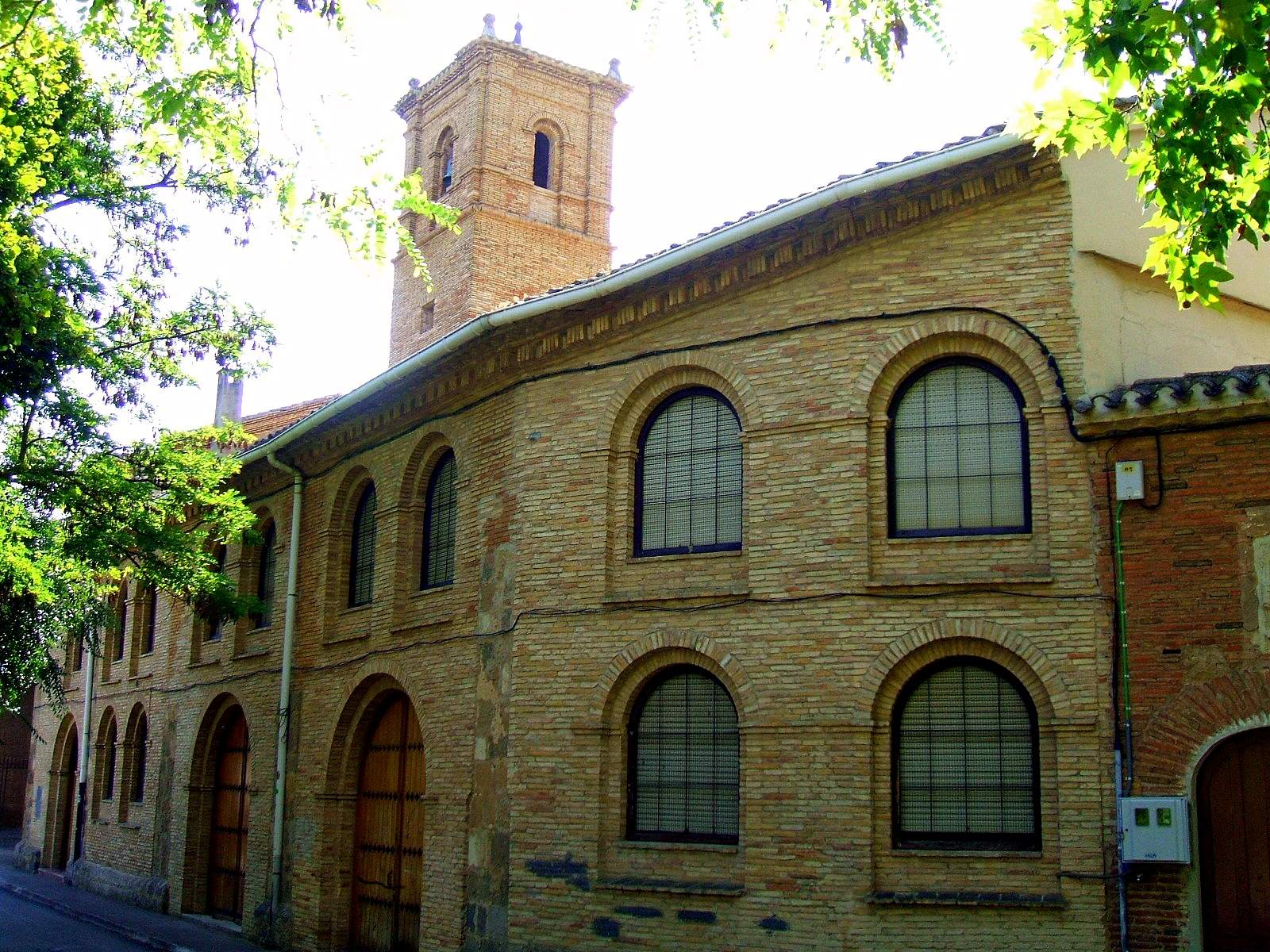
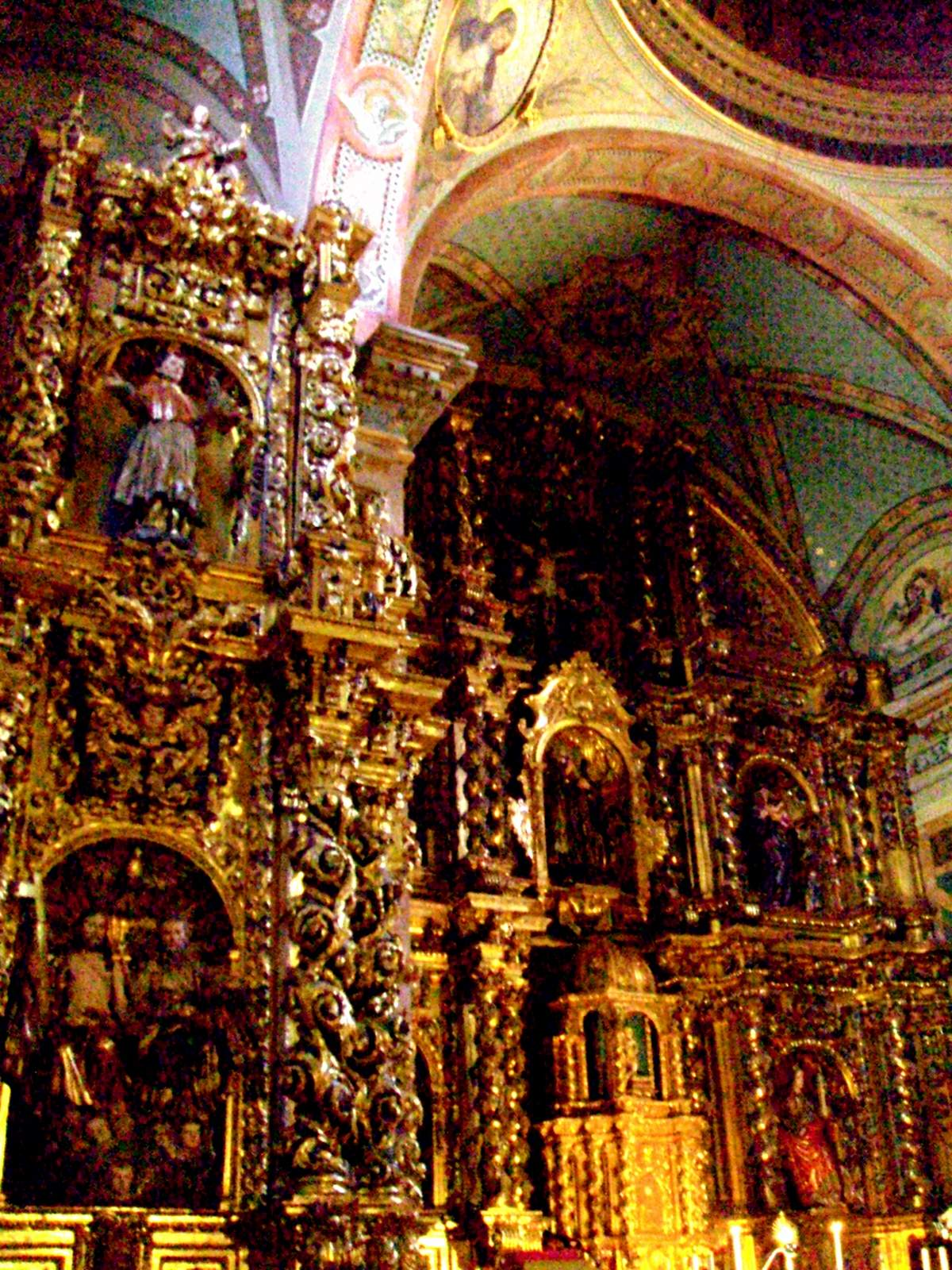
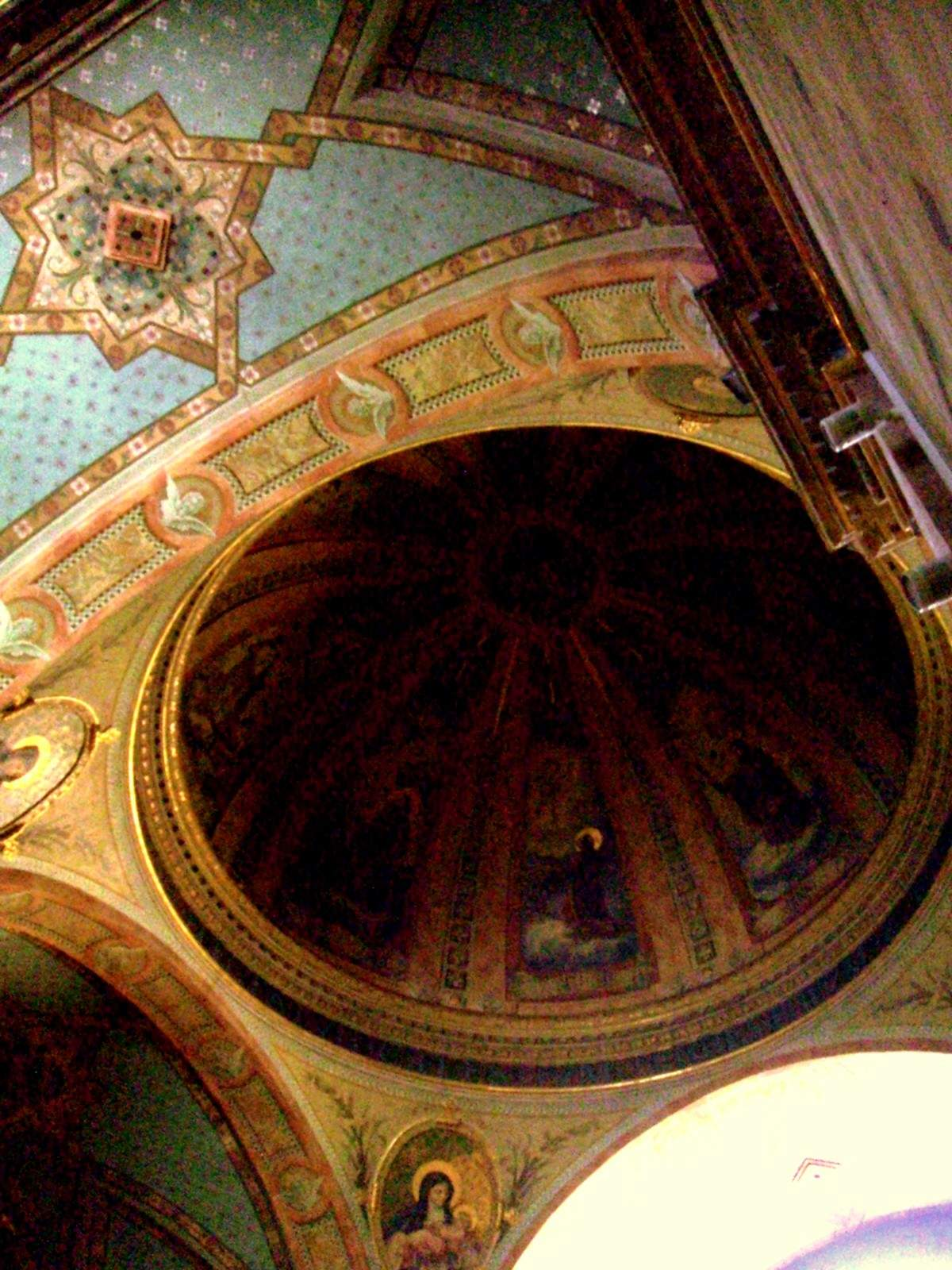
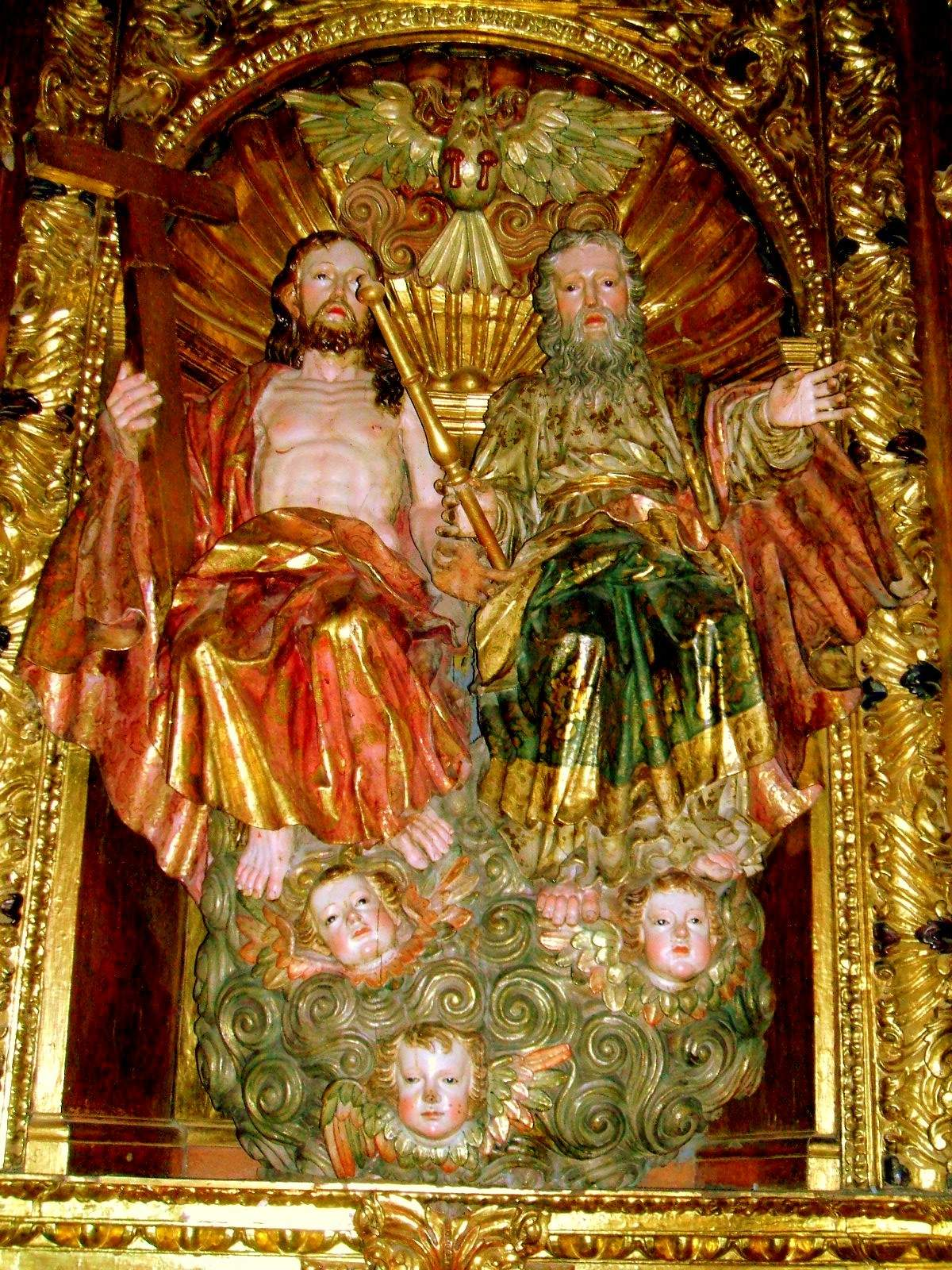